# UFC on Fox: Poirier vs. Gaethje
UFC on Fox: Poirier vs. Gaethje (também conhecido como UFC on Fox 29) foi um evento de artes marciais mistas (MMA) produzido pelo Ultimate Fighting Championship, realizado no dia 14 de abril de 2018, na Gila River Arena, em Glendale, Arizona.

## Background
O evento será encabeçado por uma luta no peso-leve, entre Dustin Poirier e o ex-Campeão Peso Leve do WSOF, Justin Gaethje.
Uma luta no peso-leve entre Gilbert Burns e Lando Vannata foi ligada a este evento. No entanto, o embate não se materializou, já que Vannata foi incapaz de aceitar a luta nesta data, pois ele ainda estava se reabilitando de uma lesão recente no braço.
Abdul Razak Alhassan enfrentaria Muslim Salikhov neste evento. No entanto, Alhassan foi retirado do evento, citando uma lesão, e foi substituído pelo recém-chegado Ricky Rainey.
Uma luta no peso-meio-médio entre o ex-Campeão Peso Meio Médio do WEC e ex-Campeão Peso-Meio-Médio Interino do UFC, Carlos Condit, e Matt Brown, seria a luta co-principal. No entanto, em 2 de abril, Brown saiu da luta devido a uma lesão no ligamento cruzado anterior. Brown foi substituído por Alex Oliveira.

## Bônus da Noite
Os lutadores recebem $50.000 de bônus
- Luta da Noite:  Dustin Poirier vs.  Justin Gaethje
- Performance da Noite:  Alex Oliveira e  Adam Wieczorek